# Jiu vallei
De Jiu vallei (Hongaars: Zsilvölgy, Roemeens: Valea Jiul) is een mijnbouwgebied langs de rivier de Jiu (Hongaars: Zsil) in het District Hunedoara in Roemenië. 
De regio bestaat uit 6 gemeenten:
- Uricani (Hongaars: Urikány)
- Lupeni (Hongaars: Lupény)
- Vulcan (Hongaars: Zsilyvajdejvulkán)
- Aninoasa (Hongaars: Aninosza)
- Petroșani (Hongaars: Petrozsény)
- Petrila (Hongaars: Petrilla of Lónyaytelep /Lónya)

## Geschiedenis
De streek was eeuwenlang een plattelandsgebied langs de rivier de Jiu (Hongaars: Zsil) en behoorde tot het Hongaarse Vorstendom Transsylvanië. De bevolking was vooral Roemeenstalig. In 1853 werd er kool gevonden in de ondergrond en werden de eerste kolenmijnen geopend. Er werden vele staatsconcessies verkocht voor het delven van de kolen aan voornamelijk Hongaarse adellijke families.
In 1920 kwam het gebied in handen van Roemenië en tijdens de tweede wereldoorlog werden de grondstoffen gebruikt voor de Duitse en Roemeense industrie.
Na de tweede wereldoorlog volgde een enorme ontwikkeling in het gebied, de bevolking explodeerde en uit alle delen van Roemenië trokken mensen naar het gebied. Die periode bepaalt voor een groot deel het aanzien van de nu sterk verarmde mijnbouwregio.
In 1992 bereikte de regio haar piek met een inwoneraantal van 166.542 inwoners, de grootste stad (Petroșani) had toen ruim 52.000 inwoners. 

## Bevolkingssamenstelling
Waar de streek van oorsprong vooral bestond uit rurale dorpjes van Roemenen werd het na de opening van de mijnen al snel een multi-etnische regio met de komst van veel Hongaren en Duitsers.
In de topjaren woonden er enorme groepen Hongaren, in 1966 werden er op het hoogtepunt 22.056 Hongaren geteld.